# Alterlinus
alterlinus (poi alter alter) è stata una rivista italiana mensile di fumetti edita negli anni settanta dalla Milano Libri ed esordita come supplemento di linus, storica rivista italiana mensile di fumetti, e incentrata su storie a fumetti d'avventura italiane e straniere.

## Storia editoriale
(editoriale del primo numero)
La rivista nasce come supplemento del mensile linus, che già presentava fumetti ma di genere umoristico e satirico, al fine di presentare storie di genere avventuroso e più adulte presentando grandi autori come Pratt, Crepax, Altan, Pazienza, già pubblicati su Linus ma meno attinenti con la linea editoriale che aveva assunto in quel periodo in modo da portare avanti due discorsi in parallelo.
Anche nel formato è simile a linus, della quale inizialmente veniva pubblicata come supplemento fino a quando, a partire dal n. 7, divenne una testata autonoma; venne edita dal gennaio 1974 al dicembre 1986 per 142 numeri; la testata divenne alter alter da gennaio 1977 a dicembre 1985 e nel 1986 - e fino alla chiusura - divenne il grande ALTER; come linus, aveva un sottotitolo che la definiva come "mensile di viaggi e d'avventura".
La testata era dedicata soprattutto a fumetti d'avventura ma presenterà anche strisce e tavole umoristiche. Sulle sue pagine per dodici anni sono comparse alcune tra le più grandi firme del fumetto mondiale già presenti su linus ma meno attinenti con la linea editoriale di quella rivista: Gli scorpioni del deserto di Hugo Pratt, il Moby Dick di Dino Battaglia, Alack Sinner di Muñoz e Sampayo e opere di Alberto Breccia, Moebius, Buzzelli, Toppi, Altan, Pazienza, Pichard e Wolinski oltre alle serie di Jeff Hawke, Dick Tracy e Braccio di Ferro nella versione di Sagendorf, Little Nemo, Valentina di Crepax e altri personaggi già visti su linus oltre a opere tratte dalla storica rivista francese Métal Hurlant. L'iniziativa fu un successo tanto da venir premiata due volte, nel 1976 e nel 1977, come migliore pubblicazione a fumetti dell'anno dall'ANAFI, associazione italiana degli amanti del fumetto.
Fino a dicembre del 1979 venne quasi sempre stampata in bianco e nero tranne qualche racconto di Richard Corben a colori. A gennaio 1980 venne cambiata temporaneamente l'impaginazione con la copertina ripiegata più volte su se stessa in modo da comprendere 16 tavole per lato mentre l'interno venne ridotto a 32 pagine spillate; i lettori che si espressero rispondendo a un referendum indetto dalla redazione per valutare il nuovo formato bocciarono l'esperimento con 5.000 voti per il no al mantenimento del formato contro 205 favorevoli, e dopo quattro numeri viene ripristinato il formato originario ma con 84 pagine. Così come per la rivista linus, anche per questa venne pubblicata una serie di numeri speciali annuali chiamati almanacchi e numerati in copertina col numero 13 contenente solo storie complete e conclusive. Nel 1985 ci fu un ultimo cambio di formato e la testata divenne il grande ALTER e ogni numero era incentrato su un tema e la periodicità divenne trimestrale ma dopo solo tre numeri vennero terminate definitivamente le pubblicazioni.